# Joaquín Zulueta Isasi
Joaquín Zulueta Isasi   (valor desconegut - valor desconegut) va ser un militar espanyol que va participar en la Guerra Civil Espanyola.

## Biografia
Oficial de cavalleria destacat en les Forces aèries, durant la Dictadura de Primo de Rivera havia conspirat contra el règim. Expulsat de l'Exèrcit en 1935, va ser readmès a l'any següent, després de l'esclat de la Guerra civil. En el moment de reingressar en l'exèrcit ostentava el rang de tinent.
Durant els primers mesos de la contesa va estar al capdavant de diverses columnes i al desembre de 1936 va ser posat al capdavant de la nova 38a Brigada Mixta, que cobria el sector de Pozuelo. La unitat va haver de fer front a l'escomesa militar franquista durant la Tercera batalla de la Carretera de La Corunya. Al març es va fer càrrec de la 3a Brigada Mixta. Posteriorment va assumir el comandament de la 7a Divisió, unitat que va manar durant la resta de la contesa. Cap a 1939 ja havia ascendit al rang de tinent coronel. El 12 de març de 1939 el coronel Segismundo Casado el va posar al capdavant del II Cos d'Exèrcit, pocs dies abans del final de la contesa. Capturat pels franquistes, va ser condemnat a 30 anys de presó encara que va aconseguir sortir de la presó en 1942 gràcies als avals d'amics dretans.